# فرانسيس سيمبسون ستيفنز
فرانسيس سيمبسون ستيفنز (بالإنجليزية: Frances Simpson Stevens)‏ هي رسامة أمريكية، ولدت في 1894، وتوفيت في 1976.